# 오파녤역
오파녤역(스페인어: Opañel)은 마드리드 지하철 6호선의 역이다. 마드리드 카라반첼 구의 오로 거리 지하에 위치해 있다. 요금구역상으로는 A구역에 속한다.

## 역사
1981년 5월 7일 '엘바스 역'이라는 이름으로 문을 열었다. 당시 역 부근의 거리 이름을 따온 명칭이었다. 하지만 주변 주민들의 요구로 이 일대를 지나는 '오파녤 천'에서 이름을 따서 1984년 6월 27일 지금의 이름으로 바꿨다.

## 환승 정보
역 주변에 버스 정류장이 네 곳 있다.
버스
- 시내버스
  - 55, 81, 108, 247번 노선 (주간)
  - N17번 노선 (야간)
- 시외버스
  - 484번 노선 (주간)

지하철
| 마드리드 지하철 | 마드리드 지하철       | 마드리드 지하철        |
| --------------- | --------------------- | ---------------------- |
| 오포르토 순환선 | 마드리드 지하철 6호선 | 플라사 엘립티카 순환선 |